# Arboleda-Tham-Syndrom
Das Arboleda-Tham-Syndrom ist eine sehr seltene angeborene Erkrankung mit den Hauptmerkmalen Entwicklungsverzögerung, Intelligenzminderung, Kraniofaziale Fehlbildung und Herzfehler.
Synonym: Autosomal-dominante Intelligenzminderung-kraniofaziale Anomalien-Herzfehler-Syndrom
Die Bezeichnung bezieht sich auf Beschreibungen aus dem Jahre 2015 durch die US-amerikanischen Ärzte Valerie A. Arboleda, Hane Lee, Naghmeh Dorrani und Mitarbeiter sowie durch die schwedischen Ärzte Emma Tham, Anna Lindstrand, Avni Santani und Mitarbeiter.

## Verbreitung
Die Häufigkeit wird mit unter 1 zu 1.000.000 angegeben, bislang sind wenige Hundert Betroffene bekannt. Die Vererbung erfolgt autosomal-dominant.

## Ursache
Der Erkrankung liegen Mutationen im KAT6A-Gen auf Chromosom 8 Genort p11.21 zugrunde, welches für eine Lysin Acetyltransferase kodiert.

## Klinische Erscheinungen
Klinische Kriterien sind:
- Manifestation im Neugeborenenalter
- Trinkschwäche
- Muskuläre Hypotonie
- unterschiedlich ausgeprägte Entwicklungsverzögerung und geistige Beeinträchtigung, meist Sprachschwierigkeit
- Herzfehler bei etwa 50 % wie Atriumseptumdefekt, Ventrikelseptumdefekt, offenes Foramen ovale oder Persistierender Ductus arteriosus

Hinzu kommen häufig Gastroösophagealer Reflux, Obstipation und Augenveränderungen wie Strabismus, Amblyopie, seltener Mikrozephalie.

## Diagnose
Die Diagnose erfordert eine Humangenetische Untersuchung.

## Therapie
Eine Behandlung kann nur symptomatisch erfolgen, regelmäßige kardiologische Kontrollen  sowie Untersuchungen auf Gastroösophagealen Reflux sind erforderlich.